# Pařížská polyglota

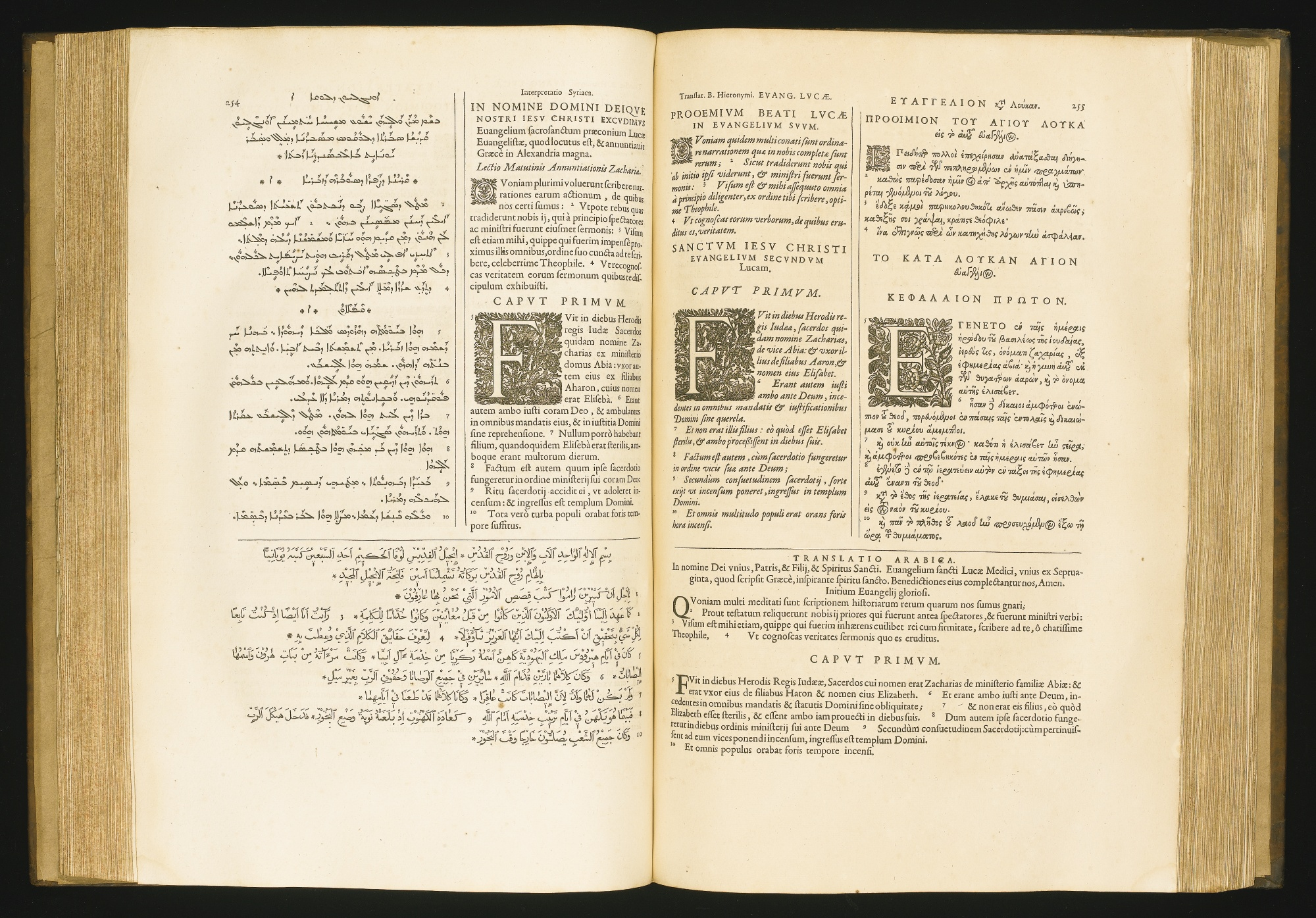
Pařížská polyglota

Pařížská polyglota je vícejazyčné vydání Bible z let 1629-1645. Je součástí řady polyglot, které v 16. a 17. století vycházely v celé Evropě jako odraz snahy o zjištění přesného a věrného biblického textu. Editory byli oratoriánský kněz Jean Morin (1591-1659 a maronitský profesor arabštiny na Collège de France Gabriel Sionita (1578-1648).
Základem textu Pařížské polygloty je Starý zákon Antverpské polygloty. Antverpský Nový zákon byl však doplněn o syrská antilegomana (2. list Petrův, 2. list Janův, 3. list Janův, List Judův a Zjevení Janovo), která v původní Antverpské polyglotě chyběla. K tomu přibyl i jejich latinský a arabský překlad. Zbývající svazky obsahovaly text samaritánského Pentateuchu a arabského Starého zákona.